# Sighișoara

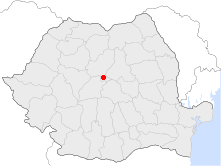
Sighișoaras läge i Rumänien.

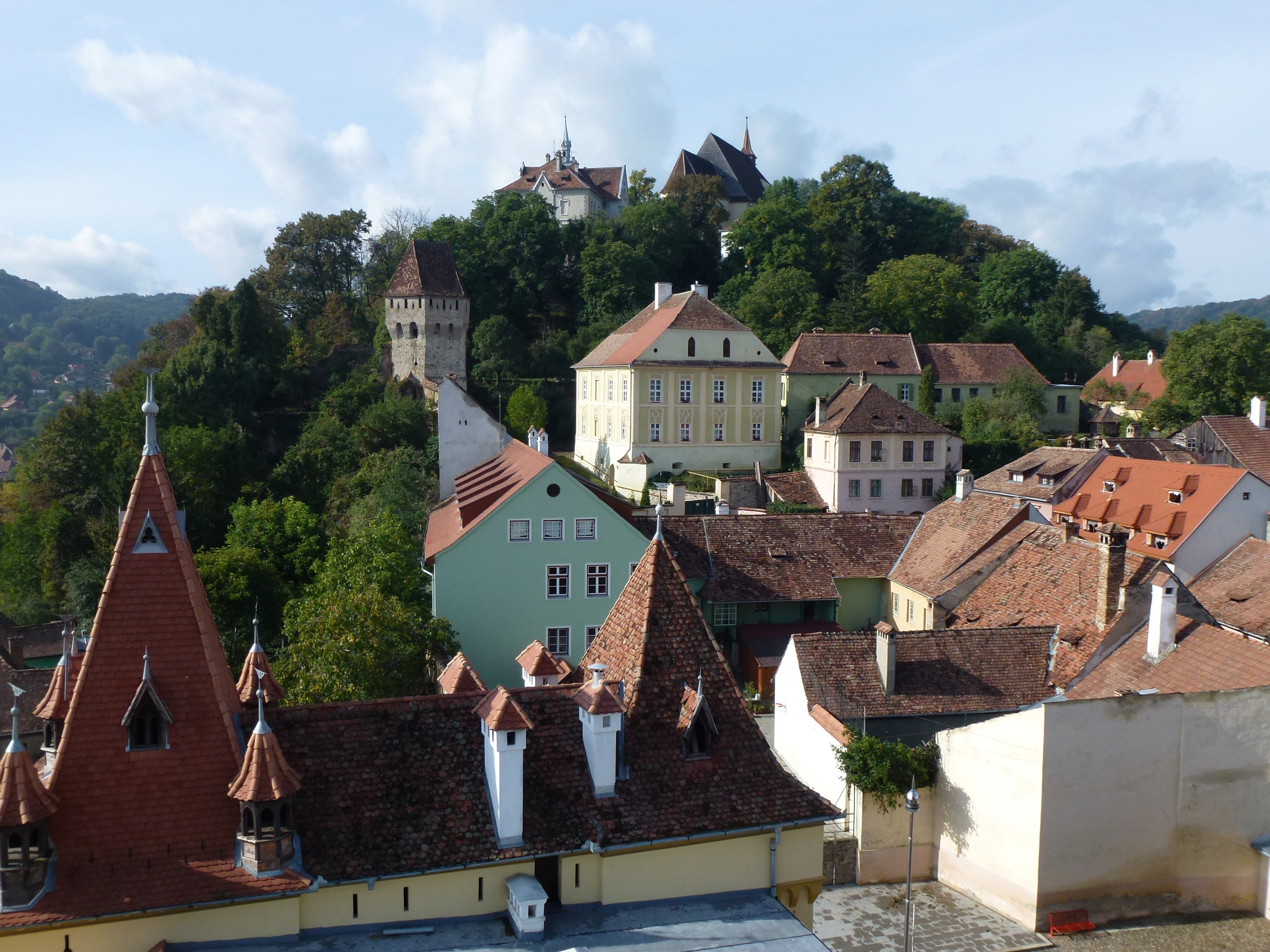
Sighişoaras historiska centrum utgör ett världsarv sedan 1999.

Sighișoara (på ungerska Segesvár) är en stad i Transsylvanien i centrala Rumänien. Den ligger vid floden Târnava Mare, i länet (județet) Mureș, och hade 28 102 invånare under folkräkningen 2011.
Stadens medeltida centrum är sedan 1999 upptaget bland Unescos världskulturarv. Sighișoara har en ganska stor ungersk minoritet, som utgjorde cirka 18 procent av stadens befolkning vid folkräkningen 2002.
Vlad Țepeș, förlagan till Bram Stokers berömda vampyr Dracula, sägs ha bott i staden. Ett torn på toppen av ett berg fungerar som museum, och Vlad Tepes barndomshem (numera restaurang) återfinns bredvid.
Anca Petrescu, arkitekten bakom Parlamentspalatset i Bukarest, är också född här.